# Your Song
«Your Song» («Твоя песня») — песня британского певца Элтона Джона. Написал он её на стихи Берни Топина. Впервые была издана в альбоме Элтона Джона 1970 года Elton John.
В октябре 1970 года песня была издана в США на стороне «Б» сингла «Take Me to the Pilot». Обе песни стали ставить в эфир на радио, но больше диск-жокеям нравилась «Your Song», поэтому потом стороны «А» и «Б» на сингле поменяли. В итоге песня попала в первую десятку и в Великобритании, и в США.
В 2004 году журнал Rolling Stone поместил песню «Your Song» в исполнении Элтона Джона на 136 место своего списка «500 величайших песен всех времён». В списке 2011 года песня находится на 137 месте.
Кроме того, песня «Your Song» в исполнении Элтона Джона входит в составленный Залом славы рок-н-ролла список 500 Songs That Shaped Rock and Roll.
В 1998 году оригинальный сингл Элтона Джона с этой песней («Your Song», 1970 год, лейбл Uni Records) был принят в Зал славы премии «Грэмми».
В 2018 году песня была записана Леди Гагой для трибьют-альбома под названием Revamp & Restoration.

## Список композиций
| - 1970 US 7" single 1. «Take Me to the Pilot» — 3:43 2. «Your Song» — 3:57 - 1971 UK 7" single; 1. «Your Song» 2. «Into the Old Man’s Shoes» - 1978 UK 7" single 1. «Your Song» 2. «Border Song» - 1985 UK 7" single 1. «Cry to Heaven» 2. «Candy By the Pound» 3. «Whole Lotta Shakin' Going On/I Saw Her Standing There/Twist and Shout» (Live) 4. «Your Song» (Live) - 1987 UK 7" single 1. «Your Song» (Live) 2. «Don't Let the Sun Go Down on Me» (Live) | - 1992 US 7" single 1. «Your Song» 2. «Border Song» - 1999 US CD single 1. «Recover Your Soul» (Live) — 4:40 2. «Your Song» (Live) — 4:08 - 2000 US 12" single 1. «We Belong» (S.R.R. Mix) by Pat Benatar — 10:39 2. «Your Song» (Junior’s Vasquez Mix) — 10:00 - 2002 US CD single 1. «Your Song» — 4:19 2. «Your Song» (Instrumental) 3. «Your Song» (Video) |

## Чарты
| Чарт (1971)                     | Высшая позиция |
| ------------------------------- | -------------- |
| Бельгия/Фландрия (Ultratop 50)  | 16             |
| Нидерланды (Dutch Top 40)       | 10             |
| Нидерланды (Single Top 100)     | 4              |
| Великобритания (OCC UK Singles) | 7              |
| США (Billboard Hot 100)         | 8              |

| Чарт (2007)         | Высшая позиция |
| ------------------- | -------------- |
| Норвегия (VG-lista) | 10             |

| Чарт (2012)    | Высшая позиция |
| -------------- | -------------- |
| Франция (SNEP) | 159            |

| Чарт (2013)                 | Высшая позиция |
| --------------------------- | -------------- |
| Австрия (Ö3 Austria Top 40) | 73             |

| Чарт (2002)                     | Высшая позиция |
| ------------------------------- | -------------- |
| Канада (Nielsen SoundScan)      | 8              |
| Нидерланды (Single Top 100)     | 88             |
| Шотландия (OCC Scotland)        | 5              |
| Великобритания (OCC UK Singles) | 4              |

| Чарт (2010)                       | Высшая позиция |
| --------------------------------- | -------------- |
| Европа (European Hot 100 Singles) | 11             |

| Чарт (2003)                         | Высшая позиция |
| ----------------------------------- | -------------- |
| США (Billboard Hot Dance Club Play) | 5              |

## Сертификации
}
}
}
| Регион | Сертификация  | Продажи   |
| --- | ------------- | --------- |
| Дания (IFPI Danmark) | Золотой       | 45 000    |
| Италия (FIMI) · sales since 2009 | Золотой       | 25 000    |
| Япония (RIAJ) · 1996 release | Золотой       | 50 000^   |
| Великобритания (BPI) · sales since 2008                                                                                                   | Платиновый    | 600 000   |
| США (RIAA) | 2× Платиновый | 2 000 000 |
| ^ Данные о тиражах приведены только на основе сертификации. · Данные о продажах + прослушиваниях приведены только на основе сертификации. |               |           |

## Версия Рода Стюарта
Английский певец автор-исполнитель Род Стюарт записал свой кавер песни «Your Song» для трибьют-альбома Two Rooms: Celebrating the Songs of Elton John & Bernie Taupin (1991). Его рок-версия вышла в 1992 году в качестве Дубль-А вместе с «Broken Arrow».

### Трек-лист
- Европейский CD-макси-сингл и британский 12-дюймовый сингл

1. «Your Song» — 4:47
2. «Broken Arrow» — 4:11
3. «Mandolin Wind» — 5:27
4. «The First Cut Is the Deepest» — 3:52

- Британский и французский 7-дюймовые синглы

A. «Your Song» — 4:47
AA. «Broken Arrow» — 4:11

### Чарты
| Чарт (1992)                        | Высшая позиция |
| ---------------------------------- | -------------- |
| Канада (RPM Top Singles)           | 25             |
| Канада (RPM Adult Contemporary)    | 23             |
| Франция (SNEP)                     | 38             |
| Нидерланды (Single Top 100)        | 60             |
| Великобритания (OCC UK Singles)    | 41             |
| США (Billboard Hot 100)            | 48             |
| США (Billboard Adult Contemporary) | 6              |

## Версия Элли Голдинг
Певица и автор песен Элли Голдинг записала кавер-версию песни для своего дебютного студийного альбома Bright Lights. Она была выпущена в цифровом виде 12 ноября 2010 года в качестве лид-сингла альбома.
Голдинг исполнила «Your Song» на приеме по случаю свадьбы принца Уильяма и Кэтрин Миддлтон в Букингемском дворце 29 апреля 2011 года. 7 мая 2011 года она исполнила эту песню в программе Saturday Night Live. Песня прозвучала в сериале «Хейвен».

### Критика
Ник Левин с сайта Digital Spy дал песне четыре звезды из пяти, добавив, что именно эта версия песни подчеркивает нежность в лирике Берни Топина и абсолютную прелесть одной из самых лучших мелодий Элтона Джона. Результат — тихий, скромный, но тем не менее триумф. Кэрин Ганц из журнала Spin высказала мнение, что этот кавер представляет собой нежную и уязвимую композицию. Критик AllMusic Джон О’Брайен в своей рецензии на Bright Lights описал кавер, как лишенный воображения и счел, что он звучит неуместно рядом с остальными довольно авантюрными композициями Голдинг.

### Коммерческий успех
Кавер Голдинг дебютировал под номером 39 в UK Singles Chart 14 ноября 2010 года. На следующей неделе сингл добрался до 3-й строчки, было продано 84 896 копий. На третьей неделе он достиг 2-й строчки с продажами 72 292 копий. На следующей неделе он сохранил свои позиции, продав 63 753 единицы. Песня также возглавила UK Official Download Chart.
22 июля 2013 года сингл был сертифицирован платиновым BPI и продан тиражом 826 000 копий в Великобритании к августу 2013 года. Сингл достиг 4-й строчки в Австрии, 5-й в Ирландии, 22-й в Дании, 25-й в Швеции и 56-й в Швейцарии.

### Видеоклип
Премьера клипа, снятого режиссерами Беном Кофланом и Максом Найтом, состоялась на YouTube 14 ноября 2010 года. Снятый в виде домашнего видео, он изображает жизнь Голдинг. В нем можно увидеть районы и железнодорожный вокзал родного города Голдинг, Херефорда.

### Трек-лист
- Digital single[33]

1. «Your Song» — 3:10

### Чарты
| Чарт (2010-14)                             | Высшая позиция |
| ------------------------------------------ | -------------- |
| Австрия (Ö3 Austria Top 40)                | 4              |
| Чехия (Rádio — Top 100)                    | 63             |
| Дания (Tracklisten)                        | 22             |
| Европа (Billboard Euro Digital Song Sales) | 2              |
| Франция (SNEP)                             | 126            |
| Германия (GfK)                             | 75             |
| Ирландия (IRMA)                            | 5              |
| Шотландия (OCC Scotland)                   | 2              |
| Швеция (Sverigetopplistan)                 | 25             |
| Швейцария (Schweizer Hitparade)            | 56             |
| Великобритания (OCC UK Singles)            | 2              |

| Чарт (2010)                              | Позиция |
| ---------------------------------------- | ------- |
| Великобритания (Official Charts Company) | 21      |

| Чарт (2013)                 | Позиция |
| --------------------------- | ------- |
| Австрия (Ö3 Austria Top 40) | 56      |

### Сертификации
| Регион | Сертификация | Продажи |
| --- | ------------ | ------- |
| Норвегия (IFPI Norway) | Платиновый   | 10 000* |
| Великобритания (BPI) | Платиновый   | 826,000 |
| США (RIAA) | Золотой      | 500 000 |
| * Данные о продажах приведены только на основе сертификации. · Данные о продажах + прослушиваниях приведены только на основе сертификации. |              |         |